# You Must Love Me
You Must Love Me – singel Madonny wydany w 1996 promujący ścieżkę dźwiękową do filmu Evita (reż. Alan Parker).
Piosenka zapewniła twórcom Oscara w kategorii "Najlepsza piosenka filmowa". Madonna wykonała utwór na żywo podczas ceremonii wręczania Oscarów w 1997.
Ponieważ w tej kategorii mogą występować tylko utwory skomponowane w roku poprzedzającym przyznanie nagród, utwór nie był częścią libretta musicalu Evita i został skomponowany przez Andrew Lloyd Webbera specjalnie na potrzeby filmu. 
Od tej pory został zintegrowany z musicalem i jest częścią każdej późniejszej inscenizacji (od islandzkiej z 1997 roku począwszy). Znalazł się m.in. na wydaniu London Revival Cast z 2006 roku.